# Bajo Nuevo
Bajo Nuevo Banken er et ubeboet rev med nogle mindre øer, der ligger i den vestlige del af det Caribiske Hav. Det største sammenhængende landområde er Low Cay der er 300 meter langt og 40 meter bred (cirka 1 hektar). På denne ø findes også et fyrtårn. Det tætteste landmasse er Serranilla Bank, der ligger 110 kilometer mod vest.
Bajo Nuevo ses første gang hollandske kort fra 1634. Det blev genopdageret af den engelske pirat John Glover i 1660. Selvom revet er kontrolleret af Colombia er det genstand for suverænitetsdiskussioner idet også Jamaica, Nicaragua og Honduras gør krav på øerne.